# Галисийцы в Аргентине

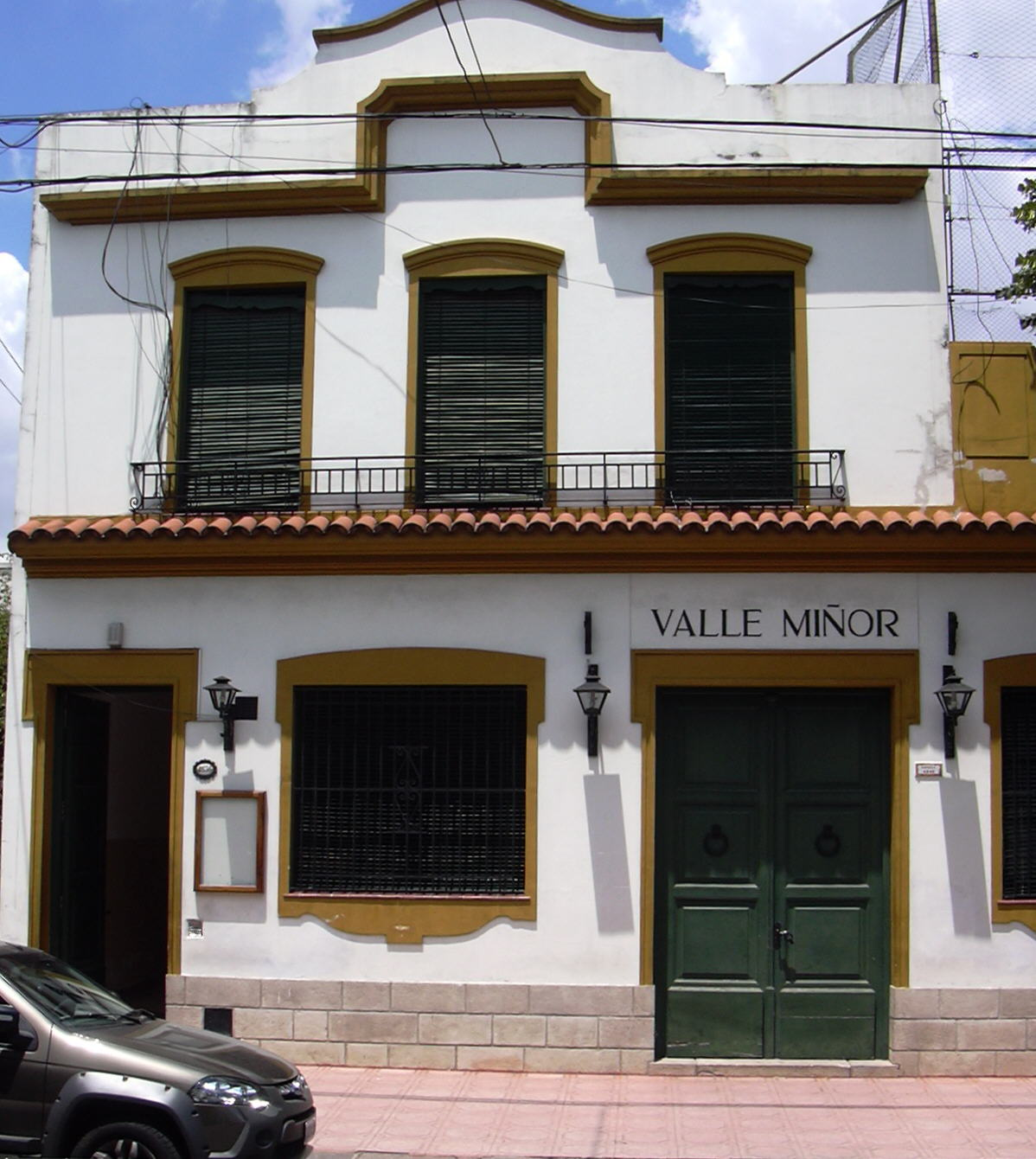
Общественный кружок Галисии «Valle Minor» в Вилья-Луро, Буэнос-Айрес.

Численность галисийцев в Аргентине к 2015 году составляет 168 263 жителей, сосредоточенных в основном в городе Буэнос-Айрес и, в меньшей степени, в других аргентинских провинциях. Галисийцы эмигрировали между XIX и XX веками, спасаясь от голода, отсутствия работы, поиска социального прогресса и политического давления, поскольку Аргентина была основной страной галисийской диаспоры.
Подсчитано, что с 1857 по 1960 год в Аргентине поселились 600 000 галисийцев.

## История и характеристика
Галисийцы и их потомки составляют примерно 14 % населения Аргентины. Галисийская иммиграция была массовой между концом XIX века и началом XX века. Гражданская война в Испании, падение Второй Испанской республики и установление диктатуры Франсиско Франко также имели важное значение. Галисийцы составляли большинство испанских иммигрантов в Аргентине, концентрируясь в основном в регионе Рио-де-ла-Плата.

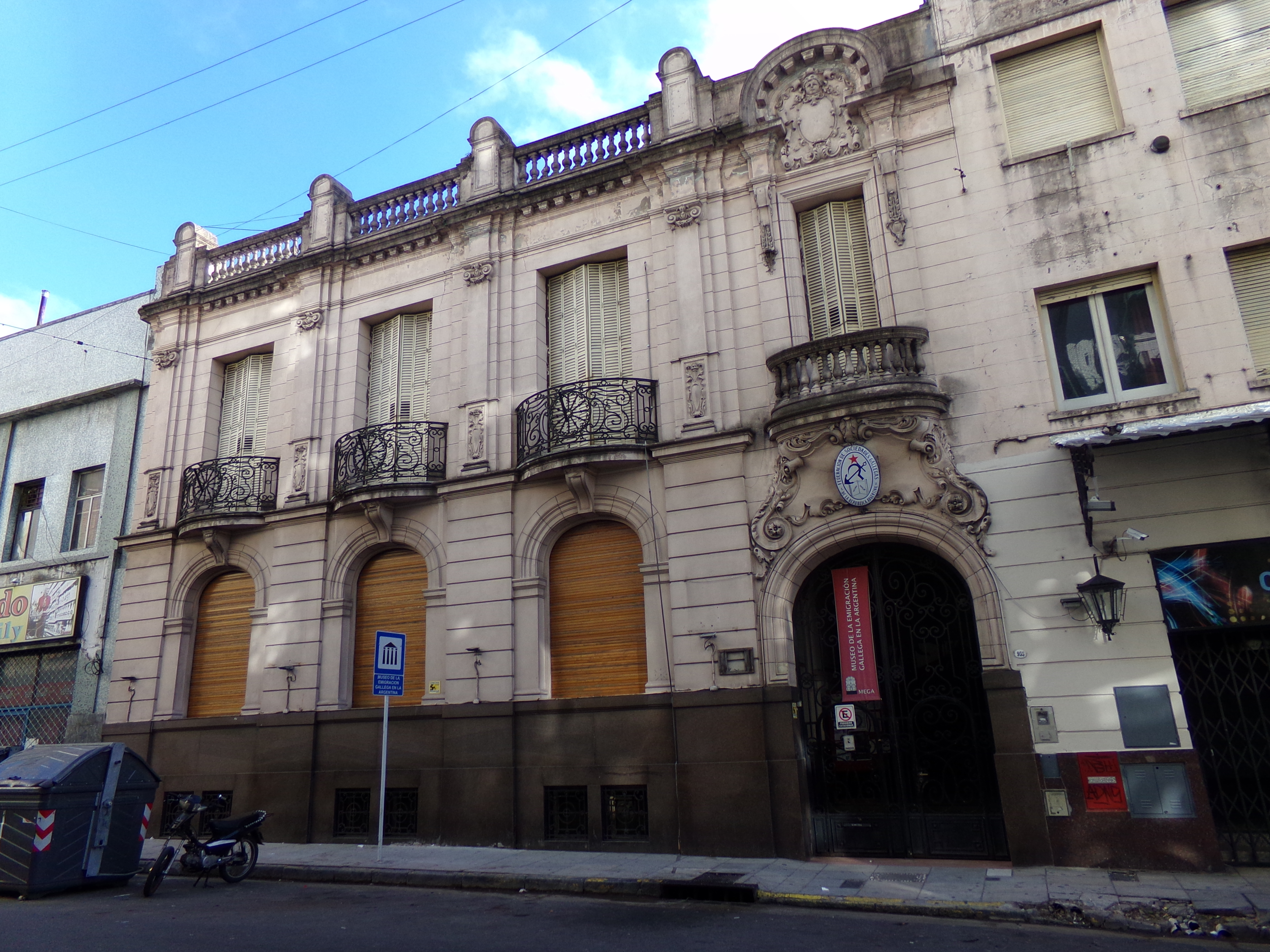
Музей галисийской эмиграции в Аргентине в Буэнос-Айресе.

Аргентина была выбрана местом назначения из-за её экономического роста и миграционной политики, способствующей приему испанских и итальянских иммигрантов, поскольку они считаются легко ассимилируемыми с этническими, культурными и духовными характеристиками южноамериканской страны. Это сохранялось до середины 1950-х годов, когда эмиграционные потоки были ослаблены политической нестабильностью в Аргентине, что изменило направления галисийской эмиграции. Подсчитано, что каждый третий галисиец в диаспоре живёт в Аргентине.
Город со вторым по величине галисийским населением в мире после Виго и — согласно другим источникам, конкурирующий с Ла-Коруньей — это Буэнос-Айрес (называемый по-галисийски «Бос-Айрес»), где в первые десятилетия 1900-х галисийцы составляли самую большую группу иностранных иммигрантов. Галисийцев в аргентинской столице было даже больше, чем в самой Галисии. К 1910 году Буэнос-Айрес был крупнейшим галисийским городом в мире, в котором проживало 150 000 коренных галисийцев, что составляло от 8 до 10 % от общей численности населения города, по сравнению с 60 000 жителей Ла-Коруньи на тот же год. Даже сегодня Аргентина является страной в мире за пределами Испании с самым большим галисийским присутствием. Это дало Буэнос-Айресу прозвище «пятая галисийская провинция».  По оценкам, 65 % потомков испанцев в Буэнос-Айресе и в Большом Буэнос-Айресе происходят от галисийцев.
Аргентинская столица имеет большое количество галисийских гражданских учреждений: всего 700 учреждений, которые, в свою очередь, сгруппированы в 83, что на два меньше, чем общее количество в Испании, и которые представляют собой пятую часть галисийских учреждений за границей. Основными отраслями галисийцев в городе были гостиничный бизнес и торговля, особенно продуктами питания, такие как магазины, бары, таверны и рестораны. Некоторые из этих гостиниц и помещений названы в честь галисийских городов. Галисийские учреждения находятся не только в Буэнос-Айресе, но и в городе Санта-Фе, начиная с 1919 года. Провинция Буэнос-Айрес была вторым пунктом назначения галисийской иммиграции.
Ранее первые галисийцы прибыли на нынешнюю территорию Аргентины в колониальную эпоху, начав играть важную роль в середине XVIII века. После экспансии Испанской империи по всей Америке, немногие галисийцы были частью экспедиций. Присутствие галисийцев ограничивалось несколькими неженатыми молодыми людьми, занимавшими второстепенные военные должности в армии или на флоте, поскольку их привлекали перспективы «Нового Света». В более поздние годы галисийцы, хотя и были немногочисленны, входили в состав гражданской, военной или церковной администрации.
В 1806 году было создано Tercio de Voluntarios de Galicia, пехотное подразделение, состоящее из галисийцев, проживающих в Буэнос-Айресе из-за английского вторжения в Рио-де-ла-Плата. Исчезнувшее в 1809 году, оно вновь появился в 1995 году в качестве почетного караула Морской школы Мануэля Бельграно. Этот военный корпус был награждён медалью Буэнос-Айреса от правительства Буэнос-Айреса, золотой медалью за доблесть в защите родины от аргентинского национального Конгресса и Галисийской серебряной медалью от правительства Галисии.
С началом Гражданской войны в Испании значительно увеличилась иммиграция из Испании, в том числе из Галисии. Буэнос-Айрес был местом, которое привлекало изгнанников, поскольку у многих из них были родственники в Аргентине в результате массовой иммиграции в предыдущие периоды. Среди новых иммигрантов было немало интеллектуалов, многие из которых посвятили себя театру, литературе, науке, истории, а некоторые писали книги или создавали издательства, которые достигли большого значения и продлили жизнь. К 1950 году в Буэнос-Айресе было зарегистрировано около 100 000 галисийцев.
Галисийский художник, бизнесмен и интеллектуал Исаак Диас Пардо временно поселился в Аргентине, поддерживая контакты с группами интеллектуалов, которые организовывали встречи в Буэнос-Айресе. Таким образом, он учредил проект восстановления исторической памяти галисийцев, который продолжился в Галисии. Он основал Laboratorio de Formas, предвестник других промышленных и культурных мероприятий, таких как восстановление керамического производства Саргаделос, в сотрудничестве с Cerámicas do Castro (1963), музеем Карлоса Масиде (1970), издательством Ediciós do Castro (1963 г.), восстановлена Семинария галисийских исследований (1970 г.), Галисийский информационный институт и др.
В период с 1857 по 1960 год в Аргентину эмигрировало не менее 1 100 000 галисийцев, из которых 600 000 поселились на постоянной основе. Эти цифры представляют 15 % европейцев, прибывших в Аргентину. По другим данным, между 1830 и 1930 годами в Галисии было зарегистрировано 852 427 отъездов в Америку, что составляет около половины галисийского потока в Америку. Они и их потомки культурно обогатили страну, в основном в больших городах. Иммигранты были самые разные: среди них были такие анархисты, как Антонио Сото (профсоюзный лидер Патагонского Мятежа) и даже землевладельцы вроде Антонио Сантамарина. Были также бизнесмены и крупные купцы. Известные галисийские потомки включают президентов Аргентины Бернардино Ривадавию, Рауля Альфонсина и Кристину Фернандес де Киршнер, а также личностей, получивших Нобелевскую премию, таких как Карлос Сааведра Ламас и Адольфо Перес Эскивель.
За исключением ссыльных интеллектуалов и по сравнению с другими эмигрантами, прибывшими в Аргентину, многие эмигранты были крестьянами с небольшим образованием или без него, и из-за этого они беспокоились о сельском образовании в Галисии. В годы режима Франко очень большое значение имели денежные переводы, отправляемые в Галисию эмигрантами и изгнанниками. Эти иммигранты очень плохо говорили по-испански и были заняты на низкоквалифицированных работах в сфере городских услуг.
Альфонсо Даниэль Мануэль Родригес Кастелао, отец галисийского национализма, жил и умер в Буэнос-Айресе. В 1944 году Кастелао создал Национальный совет Галисии в Монтевидео, официально учредив в Буэнос-Айресе. Он намеревался объединить галисийских националистских и республиканских депутатов, помимо политических партий, чтобы создать политический орган для Галисии в изгнании. Он основывал свою легитимность на положительном результате плебисцита по утверждению Статута Автономии Галисии, принятого незадолго до начала Гражданской войны. В честь Кастелао была названа площадь в Буэнос-Айресе.
В ноябре 1954 года в Буэнос-Айресе был опубликован брошюрный отчет для ЮНЕСКО о преследовании носителей галисийского языка, осуществляемом диктатурой Франсиско Франко. 32-страничная декларация была написана Рамоном Пиньейро Лопесом и представлена ЮНЕСКО в трехъязычном издании на VIII конференции в Монтевидео, где была принята правительством Испании в лице Мануэля Фраги. В июле 1956 года в Буэнос-Айресе состоялся первый Всемирный конгресс галисийской эмиграции.
Галисийские иммигранты организовались в многочисленные местные ассоциации и общества. В 1921 году для объединения некоторых из них была создана Федерация галисийских аграрных и культурных обществ. В течение 1920-х годов она добился большой поддержки со стороны всех галисийских региональных микроассоциаций, за короткое время насчитывая 40 организаций с 5800 членами. В 2007 году упомянутая федерация также создала Галисийскую библиотеку Буэнос-Айреса. Между 1904 и 1936 годами было создано около 350 галисийских обществ, направленных на взаимную поддержку.
Важной ассоциацией является Галисийский центр Буэнос-Айреса, выделяющийся в области медицины, культуры и социальных действий. Его Аргентинский институт галисийской культуры спонсировал издание многих книг, которые никогда бы не увидели свет в Галисии. В нём также есть театр, выставочный зал и библиотека из более чем 20 000 томов. Галисийский центр имеет больницу площадью 34 000 квадратных метров, распределенную на шести этажах и двух подвалах, с 370 койками, шестью операционными и 70 амбулаториями. Медсестры Галисийского центра даже сегодня продолжают носить Крест Сантьяго на своих синих плащах, который является частью герба Сантьяго-де-Компостелы. Тысячи галисийских потомков родились в его родильном доме. Галисийский центр Буэнос-Айреса насчитывал 120 000 членов и был самым важным взаимным объединением на американском континенте.
Рауль Альфонсин, потомок галисийцев, в июне 1984 года во время своей первой зарубежной поездки в качестве президента Аргентины посетил город Рибадумия в Понтеведре, откуда были родом его бабушка и дедушка. Там он обратился к жителям города:
Вы можете гордиться галисийцами там [в Аргентине]. Они принесли свой труд, свою честность и щедрость, они оставили там навсегда отпечаток галисийской знатности и благородства.
В 1987 году Альфонсин и президент Хунты Галисии Херардо Фернандес Альбор приняли участие в праздновании 80-летия Галисийского центра и восьмого Галисийского центра в Буэнос-Айресе.
Кризис декабря 2001 года в Аргентине вынудил многих иммигрантов и потомков галисийцев искать работу и эмигрировать на землю своих предков.
Делегация Хунты Галисии находится в Буэнос-Айресе с 2007 года. Её функции заключаются в том, чтобы представлять правительство Галисии и содействовать иностранному сотрудничеству, культуре и галисийскому языку.
Число галисийцев в Аргентине начало увеличиваться в первые два десятилетия XXI века, сохраняя свое преобладание в галисийской диаспоре. Многие потомки эмигрантов смогли получить испанское гражданство.

## Регионы происхождения

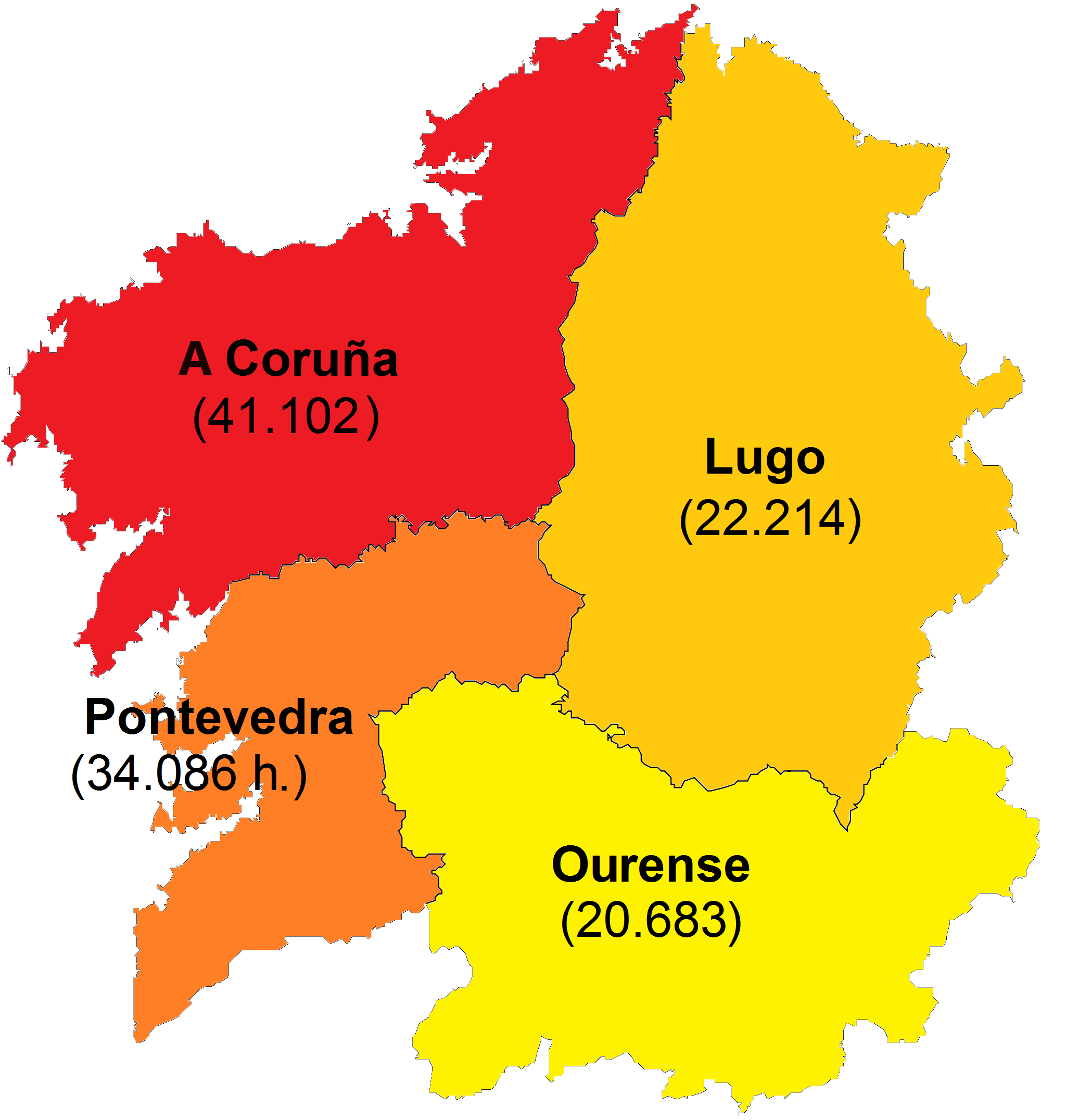
Карта Галисии с регионами происхождения по статистике 2008 года

Около 2008 года статистические данные показали, что было около 118 085 галисийских иммигрантов, из которых 41 102 были из провинции Ла-Корунья, 34 086 из провинции Понтеведра, 22 214 из провинции Луго и 20 683 из провинции Оренсе.
В период с 1949 по 1950 год 34 % галисийских эмигрантов были из провинции Ла-Корунья, за ними следует Луго с 25 %. Между 1951 и 1952 годами жители Ла-Коруньи составляли 35 %, а между 1959 и 1960 годами — 63 %, за ними следовали Луго (13 %), Понтеведра (13 %) и Оренсе (11 %). Что касается муниципалитетов, то основными источниками иммигрантов в Аргентину были судебные округи Сантьяго-де-Компостела (42 %), Пуэнтеареас, Лалин, Фонсаграда, Чантада, Карбальино и Рибадавия. В общем, это была Ла-Корунья, за которой следовала Понтеведра, провинция, в которой родилось большинство галисийцев в Аргентине.
Порт Виго был основным пунктом отправления (97 %), за ним следовали Гибралтар (2 %) и Барселона (1 %). Растущее движение мигрантов в Виго побудило правительство Аргентины открыть в этом городе генеральное консульство.
Что касается Понтеведры, в Буэнос-Айресе самая высокая концентрация уроженцев этой провинции или их потомков. В городе 18 центров, относящихся к Понтеведре, из 83 галисийских учреждений. Город в провинции Буэнос-Айрес был назван Понтеведра. Центр Понтеведрес в Буэнос-Айресе был основан в 1942 году эмигрантскими обществами Лереса, Мораньи, Альбы, Кампаньо, Серпонсонеса, Хеве, Санхенхо и Пойо.
Иммигранты также создали учреждения, объединившие выходцев из небольших регионов, такие как Centro Arzuano Mellidense, основанный 19 января 1935 года группой галисийских иммигрантов из муниципалитетов Арсуа и Мельиде, городов провинции Ла-Корунья. Другими случаями являются центры регионов Валье Миньор, Деса, Сальнес, Виго и другие.

## Голосование
Испания допускает голосование за границей на выборах автономных сообществ, включая Галисию. К 2005 году в Аргентине было зарегистрировано 100 857 галисийских избирателей, что является самым большим населением этого происхождения за границей. В последние десятилетия правительства Галисии оставались в руках галисийцев, живущих за границей, особенно в Аргентине. Голосование проводится по почте и занимает несколько недель.
В 2008 году 60 % голосов галисийцев за границей было сосредоточено в Аргентине. За четыре года количество избирателей увеличилось более чем на 25 %, достигнув 116 682 человек, что составляет 5 % от общего числа избирателей автономного сообщества Галисия. В 2009 году галисийские избиратели в Аргентине достигли 121 000 человек. На выборах того же года кандидаты Эмилио Перес Тоуриньо (PSdG-PSOE) и Альберто Нуньес Фейхоо (PPdG) организовали кампанию в Аргентине и поехали в Буэнос-Айрес. Даже на традиционных автобусах Буэнос-Айреса можно было увидеть предвыборную рекламу.
В 2012 году у Галисии было 397 284 избирателя за границей, из которых 141 680 (почти половина) проживали в Аргентине. Эти цифры заставляют традиционные политические партии (PPdG, PSdG-PSOE и BNG) считать их «электоральным анклавом». Многие из этих избирателей — галисийцы во втором и третьем поколении, родившиеся в Аргентине, но получившие испанское гражданство. Испанская перепись избирателей 2013 года насчитала 147 062 галисийских избирателя в Аргентине.
В 2005 году группа алькальдов из муниципалитетов Амес, Брион, Бокейхон, Тео, Ведра и Валье-дель-Дубра (все они из комарки Сантьяго в Ла-Корунье) отправились в Буэнос-Айрес, чтобы встретиться с группами галисийских иммигрантов.

## Культура
В Аргентине иммигранты и их потомки проводили работу по сохранению и распространению галисийской культуры, выделяя среди прочих Кастелао, Эдуардо Бланко Амора, Луиса Сеоане, Лоренсо Варелу, Рамона де Валенсуэлу, Розалию де Кастро и Антонио Переса Прадо.

### Стереотипы
Иммиграция из Галисии была настолько важной, что сегодня в Аргентине всех испанских иммигрантов, независимо от их происхождения, часто называют галисийцами, за исключением басков.
Галисийцы были во главе Испании в Аргентине, они до сих пор представляют Испанию во всех аспектах.Мария Роза Лохо
Этот термин иногда имел уничижительное значение, обозначая галисийца как тупого, жадного и недоверчивого человека. Также принято характеризовать галисийцев в так называемых галисийских шутках, особенно в версиях, популяризированных в Аргентине «Пепе Мулейро», псевдоним журналиста Рикардо Парротты. Галисийская община Буэнос-Айреса даже подала жалобу за дискриминацию на журналиста. Исторически сложилось так, что в середине XX века эти шутки нашли отражение в рецензиях, сайнетах, литературе, театре и прессе того времени.
Автор Антонио Перес Прадо определил эти изображения как «галаиконы», увековеченные карикатурами и анимированными персонажами, известным примером является персонаж Манолито из мультсериала Мафальда, который характеризуется в соответствии со стереотипом «галисийца» из аргентинских шуток, испанская версия которых будет «шутки Лепе», с простыми и глупыми персонажами, хотя всегда приземлёнными. Их характеристика: с «большой квадратной головой, стрижкой под горшок, густыми бровями, сильными челюстями, затененными щетиной».
Эти персонажи уже появлялись в аргентинском еженедельном журнале Caras y Caretas в начале прошлого века и обладали хорошими достоинствами, такими как трудолюбие, верность, честность, любовь к семье и земле, благодарность принимающей стране, добросовестность, а отрицательными были неуклюжесть, грубость, неосведомленность, скупость, наивность, перешедшая в флегматичность, невежество. При правильном использовании этого термина он дал начало ласковым прозвищам. Даже Рауль Альфонсин был описан как «хороший галисиец». С другой стороны, в то время такие авторы, как Роберто Арльт и Рикардо Рохас, среди прочих, осудили «неспособность аргентинцев признать своих галисийских предшественников».

### Язык
Галисийский язык поддерживается интересом потомков иммигрантов. Есть возможности изучить его в школе и на курсах. Существуют также радиопередачи и организуются культурные мероприятия. Курсы галисийского языка существуют в Буэнос-Айресе с 1950-х годов и поддерживаются различными ассоциациями.
Галисийцы внесли свой вклад в аргентинский лунфардо, например, слова chumbo (что означает свинец) или gayola. Другие слова: barullo (суета), chantar, fariña («мука», но относится к пугающей ситуации), lurpiar (мошенничество), naco (измельчённый табак), grela (женщина, слово, использованное Энрике Сантосом Дисеполо в песне Эль Чокло), в том числе.

### Образование
Школа Апостола Сантьяго работает в Буэнос-Айресе с марта 1988 года и является первой галисийской школой за границей. Она была открыта тогдашним президентом Хунты Галисии Мануэлем Фрагой и находится в ведении как указанного органа, так и Центра Галисии в Буэнос-Айресе. Там преподают предметы на галисийском языке и по содержанию, связанному с Галисией. С 2005 года по согласованию с властями Галисии дети галисийцев, обучающиеся в институте, могут получать стипендии.

### СМИ
Международный телевизионный канал Радио- и телевизионной корпорации Галисии, Galicia TV América, доступен у различных аргентинских кабельных операторов. Доступны также Radio Galega и Radio Galega Música. Социальная сеть Fillos de Galicia, созданная в 1997 году, объединяет многих аргентинских потомков галисийцев во втором и третьем поколении.

### Пресса

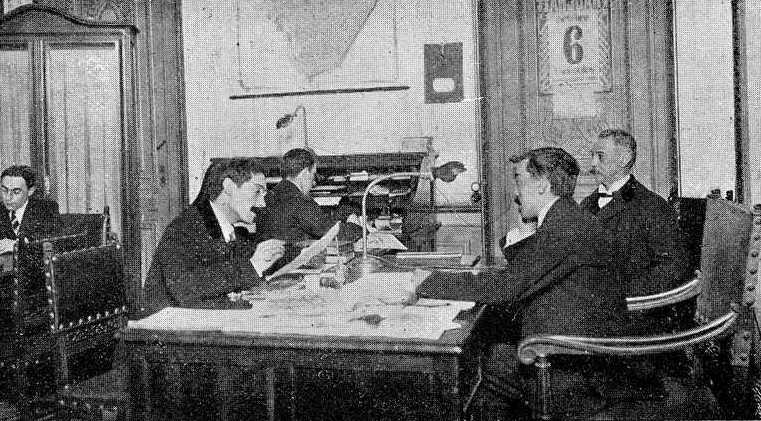
Отделение Correo de Galicia в Буэнос-Айресе, 1910 год

В Аргентине, главным образом в Буэнос-Айресе, в начале XX века циркулировали многочисленные журналы, газеты и публикации на галисийском и испанском языках. Среди них Almanaque Gallego, Lar, Adiante, Correo de Galicia, El Agrario, El Eco de Galicia и многие другие. Первый из них появился в 1878 году под названием El Gallego, также был первым в своем роде в Южной Америке.

### Праздники и танцы
Сообщество празднует Национальный день Галисии и фестиваль в Buenos Aires celebra Galicia, организованный правительством Буэнос-Айреса и галисийской общиной. Все мероприятия сопровождают музыка и галисийская кухня. В галисийских сообществах принято отмечать различные праздники со всей Галисии и танцевать после еды, подражая традиционным народным праздникам городов и деревень.
Уже в XX веке в аргентинской столице были распространены танцы, оживляемые традиционными джазовыми оркестрами и группами волынщиков в исполнении галисийцев. Летом на берегу Рио-де-ла-Плата устраивались пикники, где воссоздавались традиционные ромерии, типичные для галисийских семей собрания, кульминацией которых были танцы в сопровождении групп галисийских волынок.
В 1976 году в Буэнос-Айресе был основан Танцевальный корпус, который провел свои первые выступления с живыми музыкантами. Он был награждён в 1988 году в Сантьяго-де-Компостела после выступления с лучшими галисийскими фольклорными коллективами во время своей первой поездки в Галисию.

### Литература и театр

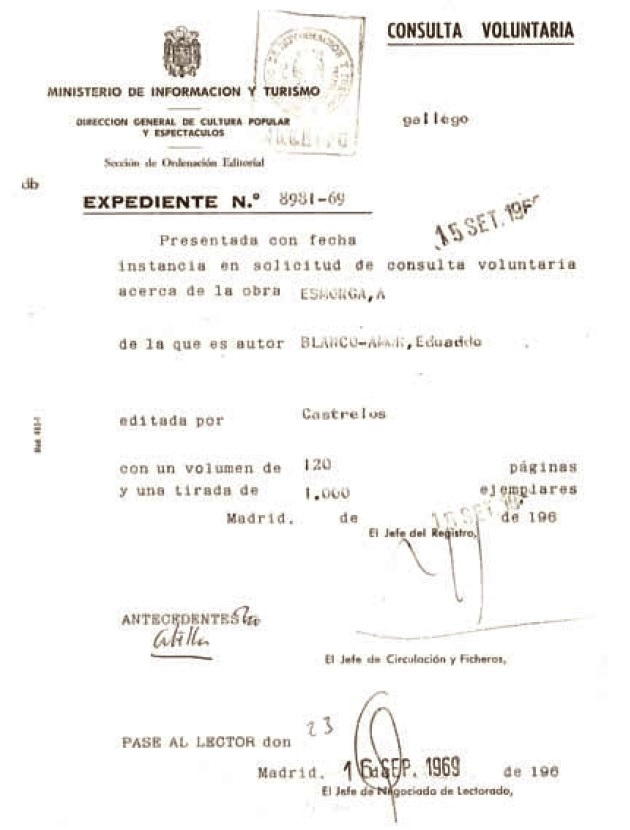
Испанский бланк цензуры произведения A Esmorga, опубликованного в Буэнос-Айресе в 1959 году.

## Галерея

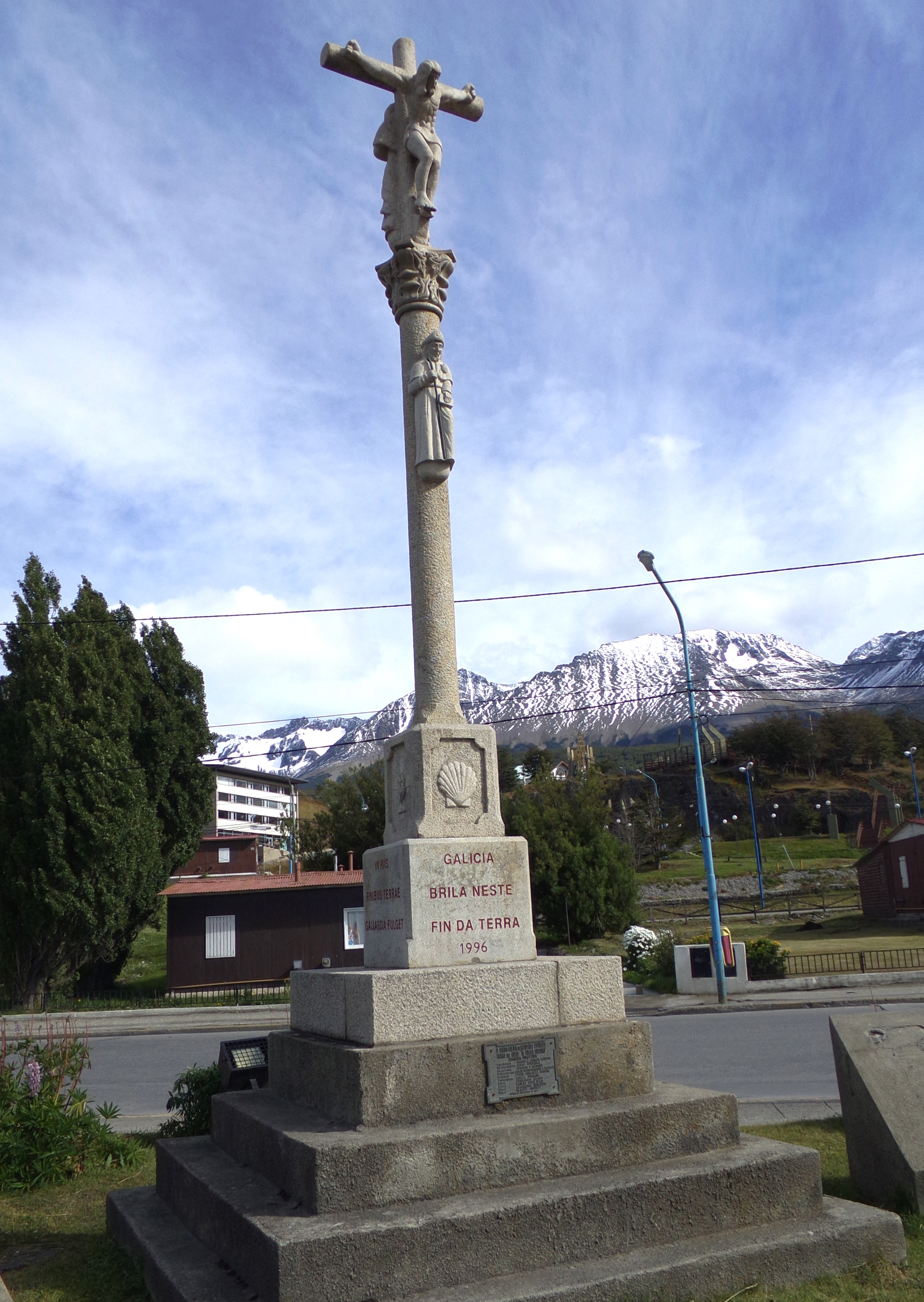
Памятник галисийским иммигрантам в Ушуайе, Огненная Земля.
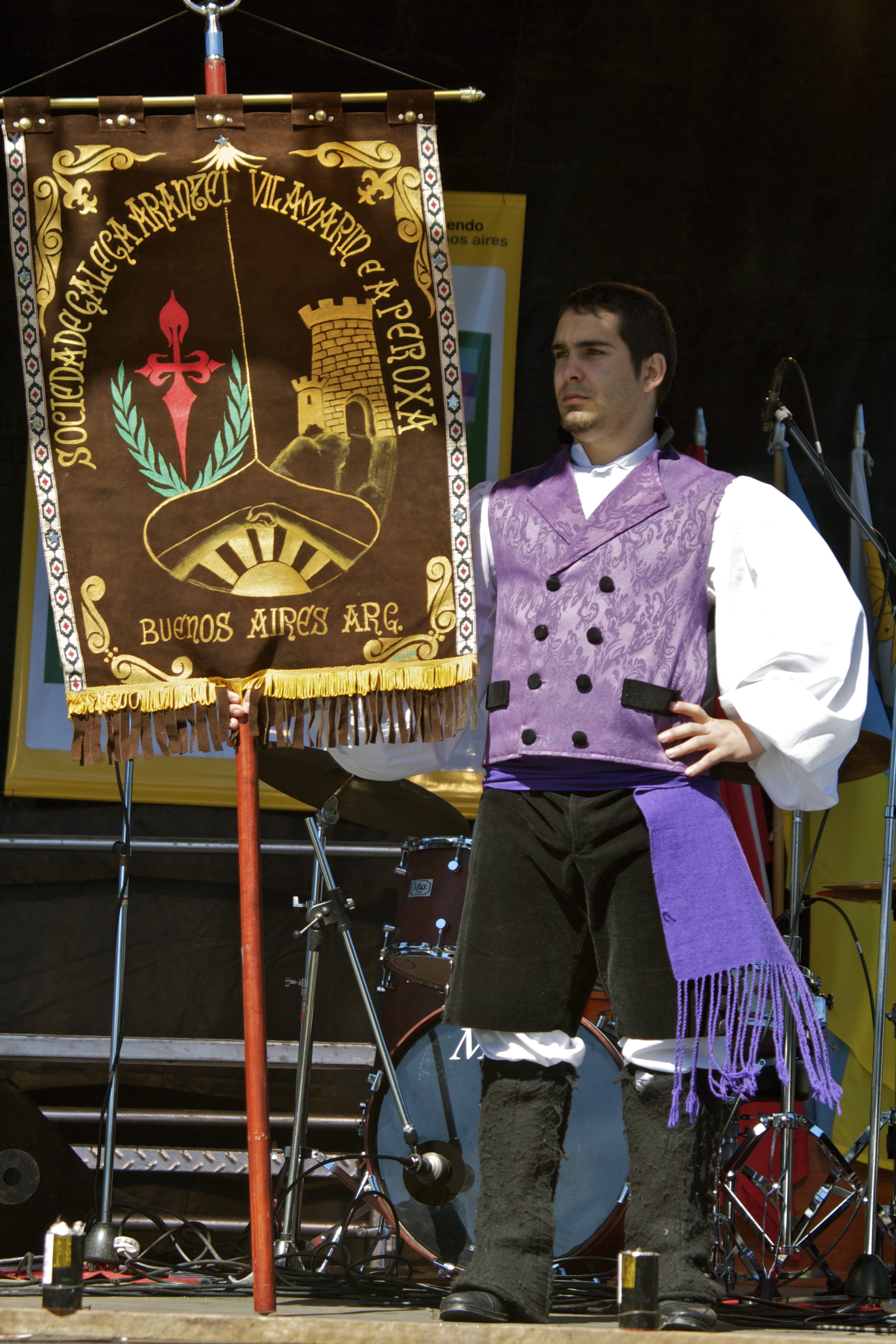
Представитель Sociedade Galega de Arantei, Vilamarín e A Peroxa Буэнос-Айреса в День иммигрантов 2010 года.
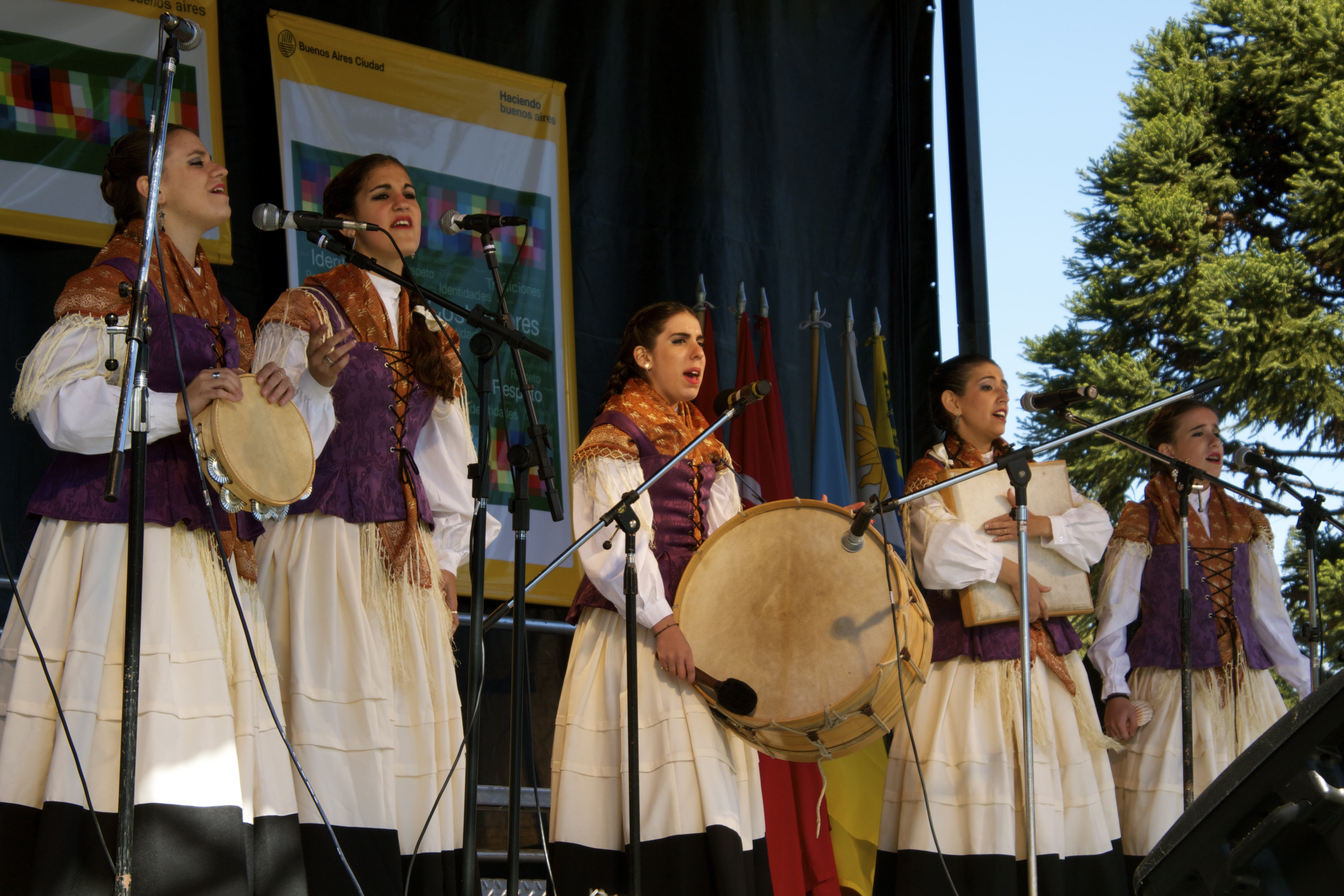
Галисийская община в Буэнос-Айресе в День иммигрантов 2010 года.
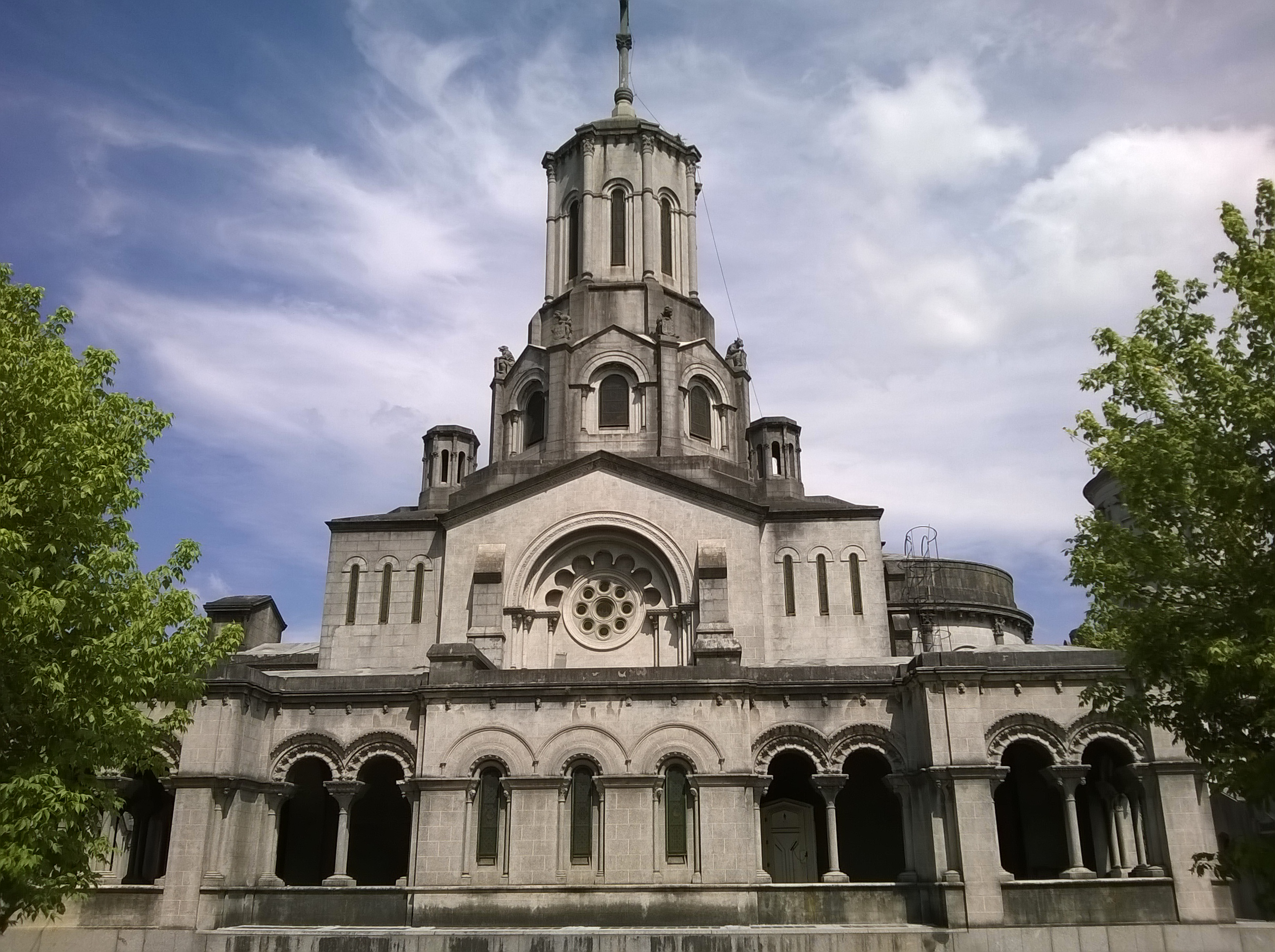
Пантеон Галисийского центра на кладбище Ла-Чакарита.